# Furigana
Furigana (振り仮名) er japansk læsehjælp i form af små hiragana- eller katakana-skrifttegn (kana), der er placeret ved siden af skrifttegnene kanji eller andre skrifttegn for at vise, hvordan de skal læses og udtales. Det bruges typisk ved sjældne, unormale eller flertydige læsemåder og i bøger for børn og begyndere. Som oftest bruges hiragana til at skrive furigana, men katakana forekommer dog også i visse tilfælde. Ved vandret skrift placeres furigana over de relevante tegn, mens det ved lodret skrift er placeret til højre for.
Furigana kaldes også for yomigana (読み仮名) eller rubi (ルビ) på japansk.

## Baggrund
Japansk skrives traditionelt med en blanding af hiragana, katakana og kanji. Hiragana er en stavelsesskrift, der består af 46 grundlæggende skrifttegn og nogle specielle tegn, og som blandt andet bruges til grammatik, partikler og visse ord. Katakana er også en stavelsesskrift med samme antal grundlæggende tegn og opbygning og bruges især til låneord og udenlandske navne. Både hiragana og katakana er afledt af kanji, der er skrifttegn af kinesisk oprindelse, og som bruges til mange slags ord. Hvor mange kanji der findes vides ikke, men som udgangspunkt lærer en japansk skoleelev 2.136 kanji i løbet af grundskole, mellemskole og gymnasium, hvortil så kommer 983 andre, der bruges til navne, og atter flere tusind andre til mere speciel brug.
Så mange kanji tager tid at lære, og de mere specielle kan være ukendte for mange læsere. Dertil kommer at mange kanji kan læses på flere måder, alt efter om det er den oprindelige kinesiske læsemåde, eller det er det japanske ord for den samme ting. Modsat kan mange kanji læses på samme måde men med forskellige betydninger. Alle de muligheder betyder, at mange læsere, især børn og udlændinge der studerer japansk, har brug for hjælp, og det er her furigana kommer ind i billedet. Det fungerer simpelthen som en læsehjælp, idet man placerer små hiragana og katakana ved alle eller udvalgte kanji for at vise, hvordan de skal læses. Det er særligt nyttigt, da både børn og udenlandske studerende først lærer hiragana og dernæst katakana, før de kommer til kanji. Så selv hvis de ikke kan en given kanji, gør furigana det stadig muligt for dem at se, hvordan den pågældende kanji skal læses.
I det følgende benyttes fællesbetegnelsen kana for hiragana og katakana, i det omfang det ikke er nødvendigt at skelne.

## Forekomst
Furigana kan placeres tegn for tegn, så de furigana, der svarer til en bestemt kanji, er placeret ved denne. Alternativt kan de placeres centralt over et ord eller en sætning uden hensyn til, om de enkelte kanji repræsenterer en eller flere stavelser og dermed en eller flere kana. Den sidstnævnte metode er mere almindelig, især fordi nogle japanske ord har en unik udtale (jukujikun), der ikke er relateret til nogen af de tegn, de pågældende ord er skrevet med.
Furigana er normalt dimensioneret, så det passer med to kana ved en kanji. Hvis der er brug for flere kana, bruger man enten en mindre skrifttype til dem eller øger pladsen omkring den relevante kanji. Hvis en isoleret kanji har en lang læsemåde - for eksempel 〜に携わる (hvor 携 skal læses たずさ, tazusa) - vil furigana nogle gange bliver spredt udover de kana, der står ved siden af uden brug af mindre skrifttype eller øget plads. Kanji der dækker over tre stavelser er ikke ualmindelige, især grundet youon med en lang vokal så som  (りょう ryou), mens der skal bruges hele fem kana til  (志、こころざし kokorozashi) og  (承る、うけたまわる uketamawaru), de længste blandt alle jouyou-kanji. Meget lange læsemåder forekommer også ved visse kanji eller symboler, der har en gairaigo-læsemåde. Ordet centimeter skrives for eksempel generelt "cm" med tegn i halv bredde, så de kun optager en plads, men der kræves syv kana for at gengive læsemåden  (センチメートル senchimeetoru) (det kan også skrives med kanjien 糎, men det er meget sjældent). En andet eksempel er procent-tegnet "%", der kræver fem kana  (パーセント paasento). Det giver pladsproblemer på grund af længden, og fordi tegnene hører tæt sammen med de talangivelser, der kommer lige før dem.
Hvor det er nødvendigt at skelne mellem den japanske læsemåde for kanji, kun-yomi, og den importerede kinesiske læsemåde, on-yomi, for eksempel i kanji-ordbøger, skrives kun-yomi med hiragana og on-yomi med katakana. Denne skelnen har dog kun virkelig betydning i ordbøger og tilsvarende værker. Til daglig vil man normalt bruge hiragana. Den eneste generelle undtagelse er "moderne" kinesiske stednavne, personnavne og nu og da navne på mad, der ofte vil blive skrevet med kanji men med stavemåden angivet med katakana. Ved mere dagligdags skrift vil man dog skrive ordene med katakana fra starten, sådan som man i almindelighed gør ved låneord. Denne stil bruges også af og til ved låneord fra andre sprog, især engelsk. For eksempel kan der ved kanjiene 一角獣 (bogstaveligt "ethornet bæst") måske med katakana skrives ユニコーン, yunikoon, for at vise læsemåden for låneordet "unicorn", der ikke har noget at gøre med den normale læsemåde for de pågældende kanji. For det meste vil den slags låneord dog blive skrevet med katakana fra starten.
Skelnen mellem almindelige kana og mindre udgaver af dem, der bruges i ortografi til at markere ting som gemination og patalisering, forekommer for det meste ikke ved furigana. For eksempel vil 却下 (kyakka) normalt svare til きゃっか i hiragana, men i furigana kan det måske skrives きやつか. Det var især almindeligt ved de gamle trykpresser, hvor mindre skrifttyper ikke var til rådighed. Nu om stunder hvor der bruges maskiner til både at skrive og trykke med, er det dog ikke så almindeligt længere.

## Brug
Furigana er mest almindelige i værker for børn, der endnu ikke har lært alle de mange kanji, men som kan forstå ordene, når de er skrevet med hiragana. Da børn lærer hiragana før katakana, bruges der også hiragana-furigana ved siden af katakana i bøger til de helt unge læsere. Generelt er det i øvrigt almindeligt at placere furigana ved alle kanji i værker for børn. Dette kaldes for sourubi (総ルビ) på japansk.
Mange mangaer for børn bruger også furigana. Der findes også japansksprogede eller tosprogede bøger med en fonetisk guide (hovedsageligt skrevet med hiragana, men nogle gange med romaji, latinske bogstaver) for folk, der lærer japansk. De er især populære hos udlændinge, der ønsker at lære japansk hurtigere, og som nyder at læse noveller, romaner eller artikler.
Der findes forskellige hjemmeside og værktøjer, der giver en fonetisk guide til japanske hjemmesider i hiragana, romaji eller kyrillisk. De er populære hos både japanske børn og udlændinge der lærer japansk.
I værker rettet mod voksne japanske læsere kan furigana bruges ved ord skrevet med en usædvanlig kanji. I massemedierne bruges de generelt til ord med kanji, der ikke er del af jouyou-kanji.
På stationsskilte skrives stationens navn i reglen med furigana ved siden af navnet skrevet med kanji og latinske bogstaver, også selvom læsemåden for de pågældende kanji er velkendt. Furigana forekommer også ofte på kort for at angive læsemåden for usædvanlige stednavne.

### Navne
Japanske navne skrives normalt med kanji. Fordi mange kanji har flere læsemåder, herunder nogle der kun gælder for navne kaldet nanori, så bruges furigana ofte til at angive læsemåden for navne. På officielle japanske formularer, hvor navnet skal skrives, er der altid et særligt felt, hvor navnet skal skrives i furigana. Normalt foretrækkes, at det sker med katakana.
Furigana kan også bruges til udenlandske navne skrevet med kanji. Kinesiske og koreanske navne er de mest almindelige eksempler. Kinesiske navne udtales normalt efter den japanske læsemåde og med læsemåden skrevet med hiragana, mens koreanske navne normalt udtales efter den koreanske læsemåde og med læsemåden skrevet med katakana. Furigana kan også blive nødvendige i de sjældne tilfælde, hvor navne fra andre sprog er blevet translitteret til kanji, for eksempel fodboldspilleren Ruy Ramos og politikeren Marutei Tsurunen.

### Fremmedsprog
Kanji præsenteres ofte sammen med furigana i japanske lærebøger for folk, for hvem japansk er et fremmedsprog.
Furigana bruges også ofte i lærebøger for japanere, der lærer andre sprog. Ordene skrives med det pågældende sprogs tegn, for eksempel hangul for koreansk, og furigana bruges til at indikere læsemåden. Ifølge Undervisningsministeriets retningslinjer og undervisernes mening bør furigana undgås ved undervisning i engelsk grundet forskellen i udtale mellem engelsk og japansk. For eksempel vil det engelske ord for fødselsdato, "birthdate" i furigana blive til バースデイト, hvilket reelt vil være en ukorrekt måde at udtale ordet på, idet de pågældende tegn egentlig skal læses "baasudeito".

### Ordspil og dobbelte betydninger
Nogle skribenter bruger furigana til at angive udtale af slang, især det der vil være svært at forstå uden kanji til at angive meningen.
En anden brug er at skrive kanji for noget, der er nævnt tidligere, men at skrive furigana for sore (それ) eller are (あれ), der betyder "det der". Det betyder at det aktuelle ord var "det der", men kanjiene gør det klart for læseren, hvad "det der" hentyder til.
Ved karaoke er det helt almindeligt, at der er furigana sammen med sangteksten. Sangteksterne skrives ofte med kanji, der normalt læses ret så forskelligt fra de angivne furigana, men furigana angiver, hvordan de pågældende kanji skal læses i denne sammenhæng.
Endnu en mulighed kommer af det forhold, at kanji repræsenterer mening, mens furigana repræsenterer lyd, hvilket gør det muligt at kombinere de to til at skabe ordspil eller indikere meningen af fremmedord. For eksempel kan man skrive kanjien for blå men bruge katakana til at angive udtalen af det engelske ord "blue". Det kan for eksempel bruges i japanske undertekster til udenlandske film, hvor det kan associere den japanske tekst med det, som skuespillerne faktisk siger. Det kan også bruges i oversættelser af udenlandsk fiktion for at gøre det muligt for oversætteren at bevare lyden af et givent navn (så som "Firebolt" i Harry Potter-serien) i furigana, samtidig med at meningen angives med kanji. En lignende praksis bruges i japansk fiktion til at gøre udvidede betydninger klart. I science fiction kan en astronaut for eksempel bruge ordet ふるさと, furusato, "min hjemby" om Jorden. For at gøre det klart for læseren, kan ordet furusato skrives i hiragana over kanjiene for chikyuu (Jorden).

## Anden japansk læsehjælp
Okurigana er kana, der forekommer i almindelig skrift efter stammen i ord, der er skrevet med kanji, typisk til brug for bøjninger af tillægsord og udsagnsord. Her kan de også hjælpe til med at skelne mellem forskellige læsemåder for kanji, for eksempel 上がる (あがる, agaru) vs. 上る (のぼる, noboru). I modsætning til furigana er okurigana en fast del af det skrevne sprog.
I skriftstilen kanbun, der er en japansk tilnærmelse af klassisk kinesisk, bruges små mærker kaldet kunten nogle gange som læsehjælp. I modsætning til furigana, der bruges til at angive udtale, så bruges kunten til at angive den japanske grammatik, der mangler i kanbun, og til at vise hvordan ord skal organiseres for at passe med japansk sætningsopbygning.
Furigana bruges også nogle gange til at indikere mening snarere end udtale. Over udenlandsk tekst kan japanske ord i mindre skriftstørrelser i kanji eller kana, der svarer til meningen af de udenlandske ord give en effektiv oversættelse. Selvom det er sjældent nu, så brugte nogle forfattere i slutningen af det 19. og begyndelsen af det 20. århundrede furigana for låneord skrevet med katakana. Denne brug kaldes furikanji (振り漢字) på japansk, idet furigana indikerer brugen af kana.